# East Liberty (Logan County, Ohio)
East Liberty ist ein gemeindefreies Gebiet im südlichen Perry Township im Logan County, Ohio, Vereinigte Staaten.
Perry Township dient als die Kommunalverwaltung für die Gemeinschaft und ließ eine Feuerwehr hier errichten. Ein Zweig der Logan County-Bezirksbibliothek befindet sich in East Liberty.

## Geographie
Die Lagekoordinaten von East Liberty sind 40°18'27,6" Nord und 83°35'10,4" West (40,307682, −83,586221). Es liegt an der U.S. Route 33, östlich von Bellefontaine und ungefähr eine Stunde nordwestlich von Columbus.
East Liberty ist Knotenpunkt zahlreicher Autostraßen. Neben der U.S. Route 33 bilden verschiedene andere wichtige Straßen wie die Ohio State Route 292 und Ohio State Route 347 einen Straßenring um die Ortschaft.
Obwohl East Liberty gemeindefrei ist, hat der Ort ein eigenes Postamt mit der Postleitzahl 43319.

## Wirtschaft
East Liberty ist der Sitz einer Honda-Automobilproduktionsstätte sowie des Transportation Research Centers der National Highway Traffic Safety Administration.

### Honda Autowerk
Die East Liberty Auto Plant ist ein Honda-Autowerk in East Liberty. Die Fabrik begann im Dezember 1989 mit der Autoproduktion. Hier werden bestimmte Typen des Honda Civic, des Honda Element und des Honda CR-V zusammengebaut. In Ohio gibt es in der Nähe von Marysville noch eine weitere Automobilproduktionsstätte und ein Motorradwerk, in dem der Honda Gold Wing hergestellt worden ist. Siehe entsprechenden Hauptartikel der Honda of Mfg., Inc.

### Transportation Research Center
Die für die Vereinigten Staaten zuständige NHTSA's betreibt hier das Transportation Research Center (TRC), in dem Versuche zur technischen Sicherheitsüberprüfung von Autos durchgeführt werden.